# Okręg wyborczy nr 31 do Senatu Rzeczypospolitej Polskiej (2001–2011)
Okręg wyborczy nr 31 do Senatu Rzeczypospolitej Polskiej obejmował w latach 2001–2011 obszar miast na prawach powiatu Dąbrowy Górniczej, Jaworzna i Sosnowca oraz powiatów będzińskiego i zawierciańskiego (województwo śląskie). Wybierano w nim 2 senatorów na zasadzie większości względnej.
Powstał w 2001, jego obszar należał wcześniej do okręgów obejmujących części województw częstochowskiego i katowickiego. Zniesiony został w 2011, na jego obszarze utworzono nowe okręgi nr 76 i 77.
Siedzibą okręgowej komisji wyborczej był Sosnowiec.

## Reprezentanci okręgu
| Rok  | Senator komitet wyborczy                    | Senator komitet wyborczy                                  | Senator komitet wyborczy                   | Senator komitet wyborczy                                   |
| ---- | ------------------------------------------- | --------------------------------------------------------- | ------------------------------------------ | ---------------------------------------------------------- |
| 2001 |                                             | Adam Gierek KKW Sojusz Lewicy Demokratycznej – Unia Pracy |                                            | Tadeusz Wnuk KKW Sojusz Lewicy Demokratycznej – Unia Pracy |
| 2004 |                                             | Wojciech Saługa Platforma Obywatelska RP                  |                                            | Tadeusz Wnuk KKW Sojusz Lewicy Demokratycznej – Unia Pracy |
| 2005 | Zbigniew Szaleniec Platforma Obywatelska RP |                                                           | Czesław Żelichowski Prawo i Sprawiedliwość |                                                            |
| 2007 | Zbigniew Szaleniec Platforma Obywatelska RP |                                                           | Zbigniew Meres Platforma Obywatelska RP    |                                                            |
| 2011 | okręg zniesiony, patrz okręgi nr 76 i 77    | okręg zniesiony, patrz okręgi nr 76 i 77                  | okręg zniesiony, patrz okręgi nr 76 i 77   | okręg zniesiony, patrz okręgi nr 76 i 77                   |

## Wyniki wyborów
Symbolem „●” oznaczono senatorów ubiegających się o reelekcję.

### Wybory parlamentarne 2001
| Kandydat                                              | Kandydat           | Komitet wyborczy                                     | Głosów  |
| ----------------------------------------------------- | ------------------ | ---------------------------------------------------- | ------- |
|                                                       | Adam Gierek        | Sojusz Lewicy Demokratycznej                         | 180 104 |
|                                                       | Tadeusz Wnuk       | Sojusz Lewicy Demokratycznej                         | 122 685 |
|                                                       | Leszek Orlik       | Samoobrona Rzeczpospolitej Polskiej                  | 42 816  |
|                                                       | Janusz Margasiński | KWW Blok Senat 2001                                  | 40 619  |
|                                                       | Marek Mrozowski    | Polskie Stronnictwo Ludowe                           | 28 627  |
|                                                       | Piotr Zarzycki     | Konserwatywno-Liberalna Partia Unia Polityki Realnej | 21 307  |
|                                                       | Maria Kowalska     | Forum Emerytów i Rencistów                           | 21 265  |
|                                                       | Eugeniusz Januła   | KWW Kandydata do Senatu RP Eugeniusza Januły         | 13 925  |
| Frekwencja: 48,52% Źródło: Państwowa Komisja Wyborcza |                    |                                                      |         |

### Wybory uzupełniające 2004
Głosowanie odbyło się z powodu wyboru Adama Gierka do Parlamentu Europejskiego.
| Kandydat                                             | Kandydat         | Komitet wyborczy                             | Głosów |
| ---------------------------------------------------- | ---------------- | -------------------------------------------- | ------ |
|                                                      | Wojciech Saługa  | Platforma Obywatelska RP                     | 4593   |
|                                                      | Marek Barański   | Sojusz Lewicy Demokratycznej                 | 3632   |
|                                                      | Antoni Sosnowski | Liga Polskich Rodzin                         | 3329   |
|                                                      | Piotr Hałasik    | KWW Piotra Hałasika                          | 2386   |
|                                                      | Janusz Kubicki   | Socjaldemokracja Polska                      | 1436   |
|                                                      | Henryk Zaguła    | Unia Wolności                                | 1289   |
|                                                      | Andrzej Dolniak  | Samoobrona Rzeczpospolitej Polskiej          | 1220   |
|                                                      | Daniel Podrzycki | Polska Partia Pracy                          | 776    |
|                                                      | Piotr Zarzycki   | Unia Polityki Realnej                        | 628    |
|                                                      | Adam Trefon      | Polskie Stronnictwo Ludowe                   | 537    |
|                                                      | Krzysztof Dziwak | KWW Konfederacja Ruch Obrony Bezrobotnych RP | 368    |
|                                                      | Bożena Kupińska  | Partia Ludowo-Demokratyczna                  | 346    |
|                                                      | Romuald Pajor    | Polska Partia Narodowa                       | 164    |
| Frekwencja: 3,50% Źródło: Państwowa Komisja Wyborcza |                  |                                              |        |

### Wybory parlamentarne 2005
| Kandydat                                              | Kandydat            | Komitet wyborczy                    | Głosów |
| ----------------------------------------------------- | ------------------- | ----------------------------------- | ------ |
|                                                       | Czesław Żelichowski | Prawo i Sprawiedliwość              | 82 368 |
|                                                       | Zbigniew Szaleniec  | Platforma Obywatelska RP            | 57 694 |
|                                                       | Marek Barański      | Sojusz Lewicy Demokratycznej        | 42 608 |
|                                                       | Lechosław Jarzębski | Sojusz Lewicy Demokratycznej        | 37 098 |
|                                                       | Stefan Wojnowski    | Liga Polskich Rodzin                | 23 885 |
|                                                       | Maciej Adamiec      | Socjaldemokracja Polska             | 23 092 |
|                                                       | Tomasz Skóra        | Platforma Janusza Korwin-Mikke      | 20 640 |
|                                                       | Bożena Kupińska     | Polskie Stronnictwo Ludowe          | 18 089 |
|                                                       | Tadeusz Depukat     | Partia Demokratyczna – demokraci.pl | 11 293 |
|                                                       | Andrzej Szarawarski | KWW Andrzeja Szarawarskiego         | 9487   |
|                                                       | Wilhelm Zych        | Centrum                             | 9477   |
|                                                       | Janusz Margasiński  | Ruch Patriotyczny                   | 8957   |
|                                                       | Marek Horodyński    | Polska Partia Narodowa              | 3282   |
| Frekwencja: 36,49% Źródło: Państwowa Komisja Wyborcza |                     |                                     |        |

### Wybory parlamentarne 2007
| Kandydat                                              | Kandydat             | Komitet wyborczy                                  | Głosów |
| ----------------------------------------------------- | -------------------- | ------------------------------------------------- | ------ |
|                                                       | Zbigniew Meres       | Platforma Obywatelska RP                          | 99 411 |
|                                                       | Zbigniew Szaleniec●  | Platforma Obywatelska RP                          | 98 733 |
|                                                       | Czesław Żelichowski● | Prawo i Sprawiedliwość                            | 82 074 |
|                                                       | Marek Barański       | KKW Lewica i Demokraci SLD+SDPL+PD+UP             | 72 505 |
|                                                       | Maciej Adamiec       | KKW Lewica i Demokraci SLD+SDPL+PD+UP             | 69 177 |
|                                                       | Jan Kurp             | KWW Niezależnego Kandydata Na Senatora Jana Kurpa | 53 493 |
|                                                       | Ewa Iwon             | Polskie Stronnictwo Ludowe                        | 30 784 |
|                                                       | Antoni Sosnowski     | Liga Polskich Rodzin                              | 12 039 |
|                                                       | Tomasz Skóra         | Unia Polityki Realnej                             | 8610   |
| Frekwencja: 55,27% Źródło: Państwowa Komisja Wyborcza |                      |                                                   |        |